# Вила Фумоза (Терамо)
Вила Фумоза (итал. Villa Fumosa) је насеље у Италији у округу Терамо, региону Абруцо.
Према процени из 2011. у насељу је живело 351 становника. Насеље се налази на надморској висини од 5 м.